# 마블룽
마블룽(Mablung of the heavy hand)은 《실마릴리온》의 등장인물이다. 신다르 요정으로 도리아스의 대왕 싱골의 장군이며, 벨레그와 마찬가지로 도리아스 수비를 맡았고 니르나에스 아르노에디아드(Nirnaeth Arnoediad)등 전쟁에 참여하기도 했다.
벨레그가 죽은 뒤에도 계속 활동했고 싱골이 사망하여 더 이상 세상에 남을 생각이 없는 여왕 멜리안의 마지막 부탁을 받아 태양의 1시대 503년에 도리아스가 멸망하는 끝까지 수비하다 전사했다.